# 鳴門市北灘中学校
鳴門市北灘中学校（なるとし きたなだちゅうがっこう）は、徳島県鳴門市北灘町大浦にあった公立中学校。平成25年度末に休校、平成26年度に鳴門市瀬戸中学校と統合した。

## 沿革
- 1947年 - 板野郡北灘中学校創立。
- 1956年 - 板野郡北灘村の鳴門市への併合に伴い、鳴門市立北灘中学校と改称。
- 1999年 - 「子ども貯金」大蔵大臣表彰。
- 2001年 - 北灘中学校PTA文部科学大臣表彰受賞。徳島県学校給食優良学校表彰受賞。
- 2002年 - 青少年健全育成県民会議「はばたき賞」受賞。「徳島県福祉ボランティア賞」受賞。
- 2003年 - 優良こども郵便局総裁賞受賞。
- 2007年 - 徳島県社会福祉大会名誉会長賞受賞。
- 2014年 - 2013年度限りで休校し、生徒は鳴門市瀬戸中学校に進学することとなる。

## 関連学校
- 鳴門市北灘西小学校
- 鳴門市北灘東小学校